# Совхозный (Поспелихинский район)
Совхозный — упразднённый посёлок в Поспелихинском районе Алтайского края. На момент упразднения входил в состав Мамонтовского сельсовета. Исключен из учётных данных в 1998 году.

## География
Располагался на правом берегу реки Солоновка (приток Алея), в месте пересечения её железнодорожной магистралью, приблизительно в 6,5 километрах (по прямой) к юго-западу от поселка имени Мамонтова.

## История
Образован как 2-е отделение совхоза имени Мамонтова.
Постановлением Алтайского краевого законодательного собрания от 03.02.1998 года № 22 посёлок исключен из учётных данных.